# آگوستینو کاراچی

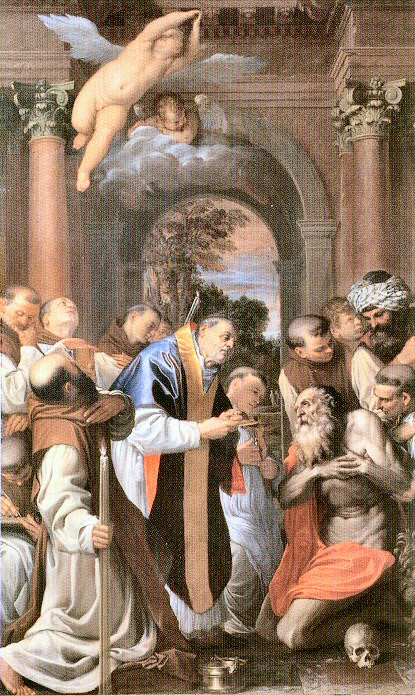

آگوستینو کاراچی(به ایتالیایی: Agostino Carracci)،(زاده ۱۶ اوت ۱۵۵۷ –درگذشته ۲۲ مارس ۱۶۰۲) نقاش و چاپگر ایتالیایی بود. او برادر نقاش مشهور آنیباله کاراچی و پسرعموی لودویکو کاراچی بود.

## نگارخانه

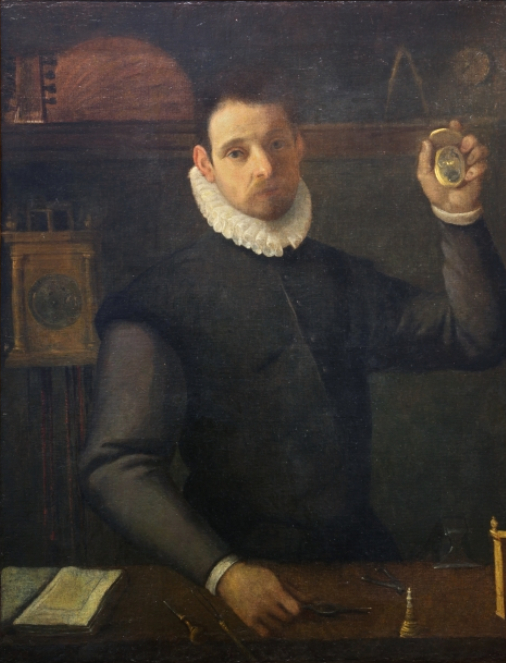
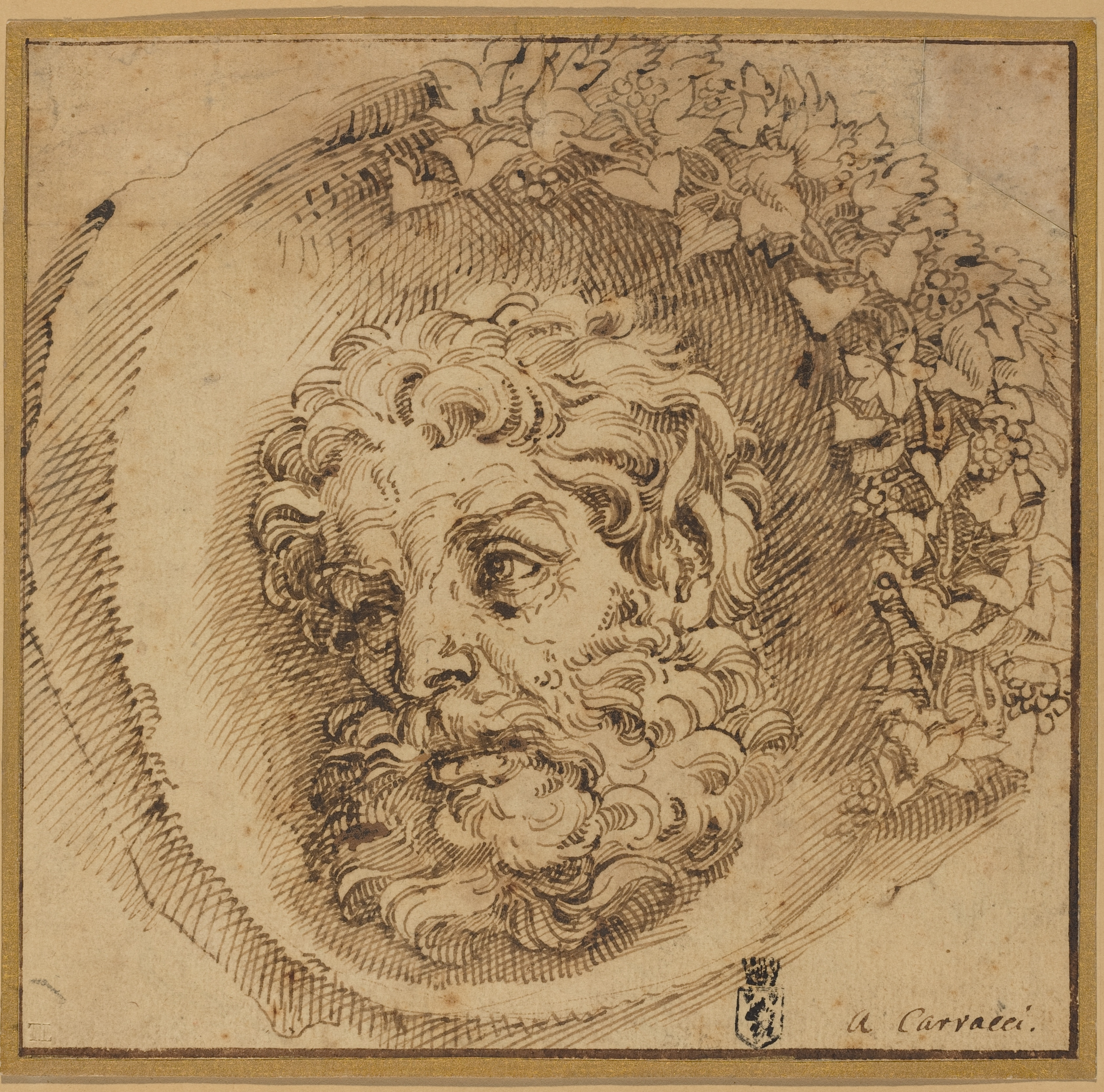